# Жіноча збірна США з футболу
Жіноча збірна США з футболу (англ. United States women's national soccer team) — національна збірна США з футболу, яка виступає на футбольних турнірах серед жінок. Перебуває під керівництвом Федерації футболу США. Чотириразовий чемпіон світу (в тому числі переможець першого в історії чемпіонату світу 1991), чотириразовий олімпійський чемпіон і десятикратний володар Кубка Алгарве. Збірна США безперервно займала перший рядок у рейтингу ФІФА з березня 2008 по грудень 2014 і знову з липня 2015 року, а також в середньому друге місце з 2003 по 2008 рік.

## Міжнародні турніри

### Чемпіонат світу
Команда брала участь у всіх чемпіонатах світу, але лише на дев'ятому для себе турнірі у 2023 році — вперше посіла місце за межами чільної трійки.
| Рік    | Результат    | Матчі | Перемоги | Нічиї | Поразки | Забиті голи | Пропущені голи | Тренер              |
| ------ | ------------ | ----- | -------- | ----- | ------- | ----------- | -------------- | ------------------- |
| 1991   | чемпіон      | 6     | 6        | 0     | 0       | 25          | 5              | Ансон Дорренс       |
| 1995   | 3-е місце    | 6     | 4        | 1     | 1       | 15          | 5              | Тоні ДіЧикко        |
| 1999   | чемпіон      | 6     | 5        | 1     | 0       | 18          | 3              | Тоні ДіЧикко        |
| 2003   | 3-е місце    | 6     | 5        | 0     | 1       | 15          | 5              | Ейпріл Гейнріхс     |
| 2007   | 3-е місце    | 6     | 4        | 1     | 1       | 12          | 7              | Грег Раян           |
| 2011   | віце-чемпіон | 6     | 3        | 2     | 1       | 13          | 7              | Піа Сундгаге        |
| 2015   | чемпіон      | 7     | 6        | 1     | 0       | 14          | 3              | Джилл Елліс         |
| 2019   | чемпіон      | 7     | 7        | 0     | 0       | 26          | 3              | Джилл Елліс         |
| 2023   | 1/8 фіналу   | 4     | 1        | 3     | 0       | 4           | 1              | Влатко Андоновський |
| Усього | 9/9          | 54    | 41       | 9     | 4       | 142         | 39             |                     |

### Олімпійські ігри
Збірна брала участь у всіх ОІ, і вигравала медалі на кожних, окрім 2016, де вона вибула у чвертьфіналі у серії післяматчевих пенальті зі збірною Швеції.
| Рік    | Результат       | Матчі | Перемоги | Нічиї | Поразки | Забиті голи | Пропущені голи | Тренер              |
| ------ | --------------- | ----- | -------- | ----- | ------- | ----------- | -------------- | ------------------- |
| 1996   | чемпіон         | 5     | 4        | 1     | 0       | 9           | 3              | Тоні ДіЧикко        |
| 2000   | віце-чемпіон    | 5     | 3        | 1     | 1       | 9           | 5              | Ейпріл Гейнріхс     |
| 2004   | чемпіон         | 6     | 5        | 1     | 0       | 12          | 4              | Ейпріл Гейнріхс     |
| 2008   | чемпіон         | 6     | 5        | 0     | 1       | 12          | 5              | Піа Сундгаге        |
| 2012   | чемпіон         | 6     | 6        | 0     | 0       | 16          | 6              | Піа Сундгаге        |
| 2016   | чвертьфінал     | 4     | 2        | 2     | 0       | 6           | 3              | Джилл Елліс         |
| 2020   | Бронзова медаль | 6     | 2        | 2     | 2       | 12          | 10             | Влатко Андоновський |
| 2024   | чемпіон         | 6     | 6        | 0     | 0       | 12          | 2              | Емма Хейс           |
| Усього | 8/8             | 44    | 33       | 7     | 4       | 88          | 38             |                     |